# Mouvement antonianiste

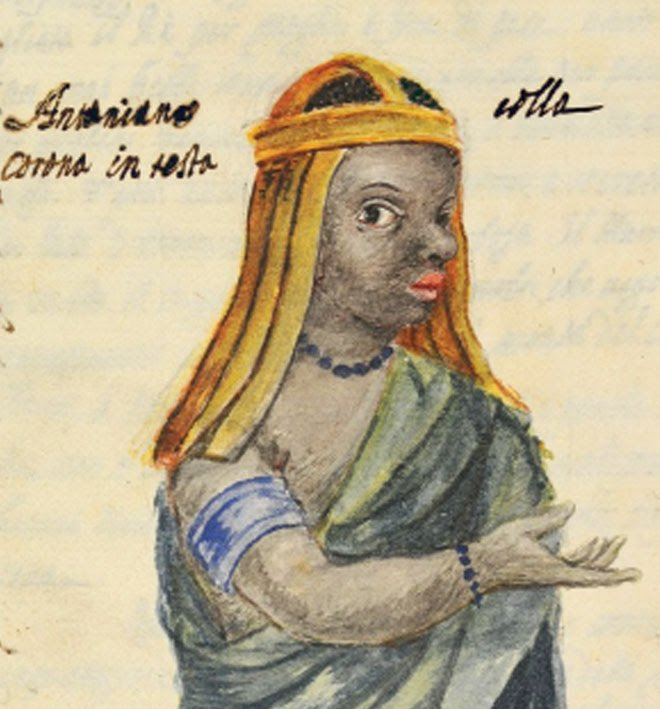
Portrait de Kimpa Vita.

Le mouvement antonianiste ou antonianisme (en portugais antonianismo) est un courant religieux syncrétiste apparu au royaume Kongo entre 1704 et 1706 au sein de l'Église catholique. Sa fondatrice est appelée Kimpa Vita ou Dona Beatriz (son nom de baptême), qui se disait possédée par saint Antoine de Padoue, que ses fidèles croient capable de guérir les malades, et d'accomplir d'autres miracles. Le mouvement est réprimé par le roi Pierre IV du Kongo ; Kimpa Vita meurt sur le bûcher en 1706. Le mouvement antonianiste a une dimension politique, Kimpa Vita militant pour l'unification du royaume Kongo et l'expulsion des missionnaires européens. 
Le mouvement mêle pratiques liées à la spiritualité kongo de l'époque, théologie et usages de dévotion catholiques, cherchant à ancrer le récit biblique dans la géographie congolaise (le Christ serait né à Mbanza Kongo, aurait été baptisé dans la région de Nsundi, Marie aurait été l'esclave d'un notable kongo...). Kimpa Vita réécrit certaines prières chrétiennes (notamment l'Ave Maria et le Salve Regina), donnant une grande place à la dévotion à saint Antoine de Padoue (Tony Malau en kikongo) .